# Maruja Torres
Maria Dolors Torres Manzanera, Maruja Torres (Barcelona, 16 de Março de 1943) é uma escritora e jornalista espanhola.
A sua família vem de  Múrcia. Trabalhou para várias publicações (La Prensa, Garbo, Fotogramas, Por Favor, El País...) Seus pontos de vista sobre o  People's Party   e sobre o gobierono israelense são controversas. Vive em Beirute.

## Prêmios
- Premio Víctor de la Serna (1986)
- Premio Francisco Cerecedo (1990)
- Foreign Literature Price, Un calor tan cercano (1998)
- XLIX Prémio Planeta, Mientras vivimos (2000)
- Prémio Nadal, Esperadme en el cielo (2009)[3]